# ایمان جعفری پویان
ایمان جعفری پویان (زادهٔ ۱۳۵۱) نوازنده، آهنگساز و خواننده اهل ایران است.

## زندگی هنری
ایمان جعفری پویان در ۱۱ مرداد ۱۳۵۱ در تهران متولد شد. او در سال ۱۳۷۲ از هنرستان موسیقی تهران فارغ‌التحصیل شد. رحمت افشار از مهم‌ترین استادان وی در نوازندگی ساز کلارینت بوده‌است. او از سال ۱۳۶۹ فعالیت حرفه‌ای خود را به عنوان نوازنده در آثار موسیقی آغاز کرد و پس از چندی همکاری خود را با ارکستر‌های مختلف آغاز کرد. ایمان جعفری پویان به دلیل علاقه به موسیقی جز در کنار ساز کلارینت، از سال ۱۳۷۷ نوازندگی ساز ساکسوفون را نیز آغاز کرد. او نوازندگی ساکسوفون را بدون استاد آغاز کرد و به سرعت در آن مهارت پیدا نمود تا جایی که اولین گروه بیگ بند موسیقی جز بعد از انقلاب ۱۳۵۷ ایران به نام «ایماژ» را تشکیل داد.
او علاوه بر نوازندگی، از سال ۱۳۸۷ به آهنگسازی نیز پرداخت. وی در فروردین ۱۳۹۵ آلبوم موسیقی «سونامی عشق» را با صدای خودش منتشر کرد، ایمان جعفری پویان در این آلبوم در نقش خواننده و با نام هنری «ایمی جی» ظاهر شد. برادر کوچک‌تر او، علی جعفری پویان از نوازندگان مطرح ساز ویلن است. ایمان جعفری پویان به دلیل محدودیت‌های ایجاد شده برای او در ایران، در سال ۱۳۹۷ به ترکیه مهاجرت کرد.

## فعالیت‌های هنری
بیشترین فعالیت‌های هنری ایمان جعفری پویان در جایگاه موسیقی دان و نوازنده به شرح زیر می‌باشد:
- عضویت در ارکستر سمفونیک فرهنگ‌سرای بهمن به رهبری شریف لطفی، عضویت در ارکستر ملی ایران به رهبری فرهاد فخرالدینی، عضویت در ارکستر سمفونیک صدا و سیما به رهبری محمد بیگلری پور و نادر مرتضی پور، تأسیس گروه بیگ بند موسیقی جز با عنوان «ایماژ»، حضور و اجرا در گروه‌های مختلف ارکسترال، ارکستر بادی، پاپ، راک و … به عنوان نوازنده سولیست کلارینت و ساکسوفون، نوازندگی در آثار موسیقی فیلم و سریال‌های تلویزیونی، همکاری با مرکز موسیقی صدا و سیما به عنوان نوازنده، آهنگساز، تنظیم کننده و ناظر ضبط موسیقی

## آثار
ایمان جعفری پویان در اجرای بسیاری از قطعات و آلبوم‌های موسیقی در سبک‌های مختلف حضور داشته‌است که از آن میان به موارد زیر می‌توان اشاره نمود:

### آهنگسازی
- آهنگسازی، نوازندگی و انتشار آلبوم موسیقی دوباره ۱۳۹۰
- آهنگسازی، نوازندگی و انتشار آلبوم موسیقی لذت موسیقی جز ۱۳۹۳
- آهنگسازی، نوازندگی، خوانندگی و انتشار آلبوم موسیقی سونامی عشق ۱۳۹۵
- آهنگسازی بر روی آرم خبری بی‌بی‌سی ۱۳۹۹[۱۱]

### نوازندگی آلبوم موسیقی
- آه باران، به آهنگسازی مزدا انصاری و خوانندگی محمدرضا شجریان
- با ستاره‌ها، به آهنگسازی محمدجواد ضرابیان و خوانندگی همایون شجریان
- کیف انگلیسی، به آهنگسازی فرهاد فخرالدینی
- دو نیمه رؤیا، به آهنگسازی بابک بیات و خوانندگی حمیدرضا حامی
- سایه دوست، به آهنگسازی و خوانندگی عبدالحسین مختاباد
- سلول شخصی، به آهنگسازی و خوانندگی رضا یزدانی
- ساعتا خوابن، به آهنگسازی و خوانندگی رضا یزدانی
- حقیقتی شبیه خیال، به آهنگسازی محمدمهدی گورنگی
- یه شب قد پنجاه سال، به آهنگسازی امیرحسین سمیعی
- رسوای زمانه، به آهنگسازی همایون خرم و خوانندگی علیرضا قربانی
- شب جدایی، به آهنگسازی مزدا انصاری و خوانندگی همایون شجریان
- همین بس، به آهنگسازی محمدرضا چراغعلی و خوانندگی عماد قربانیان
- دیگه بسه، به خوانندگی محمود فتحی
- سایه‌ها، به آهنگسازی علیرضا ثنایی و امیراشکان غلامی
- دستامو دریاب، به آهنگسازی و خوانندگی کوروش انوش
- مکث، به خوانندگی کیارش حسن‌زاده و با دکلمه کامران تفتی
- تندیس، به خوانندگی محسن فرهمندی
- راز اشک، به آهنگسازی مزدا انصاری و خوانندگی مهرشاد حاجیلو
- قصه نگفته، به آهنگسازی محمدرضا چراغعلی و محمدمهدی گورنگی و خوانندگی حسین زمان
- آرامین، به آهنگسازی سارا نجفی
- زندگی، به خوانندگی امیر تاجیک
- روی دیگر، به آهنگسازی کیوان هنرمند و خوانندگی بهرام رادان
- گل‌هام گل آفتاب‌گردون، به آهنگسازی فریدون خشنود
- تردید، به آهنگسازی علی صمدپور
- بچه‌های خیابونی، به خوانندگی احسان خواجه امیری
- راز گشا، به آهنگسازی عباس خوشدل و خوانندگی علیرضا افتخاری
- فریادرس، به آهنگسازی محمدرضا چراغعلی، محمدمهدی گورنگی، عباس لطیفی و خوانندگی معین سیدی پور
- شب سربی، به خوانندگی نیما مسیحا
- چشم سیاه، به آهنگسازی و خوانندگی هومن سزاوار
- جرس، به آهنگسازی میدیا فرج نژاد و خوانندگی سینا سرلک
- رد انگشتان من، به گردآوری علی جعفری پویان